# 和木町
和木町（日语：／ Waki chō */?）是山口縣本土部分最東的一町，位於山口縣與廣島縣分界小瀨川的河口右岸；南側為岩國市，北側小瀨川對岸為廣島縣大竹市。
主要市區位於轄區東部，此地區為過去围垦及填海所產生的平地，其餘地區皆為山地。
位於海岸的三井化學岩國大竹工廠以及新日本石油精製麻里布製油所為町內最主要的產業，並提供町穩定的財政稅收。

## 歷史
在江戶時代屬於岩國藩，廢藩置縣後，和木曾獨自成村，但在實施町村制時與周邊地區合併為小瀨川村，直到1899年才重新獨立設村，1973年改制為町，直到現在。
在1950年代的昭和大合併以及2000年代的平成大合併期間，山口縣政府曾多次建議與相鄰的岩國市合併，但始終未被和木町接受。
過去產業原本以農業及海苔為主，在1940年設置陸軍燃料廠以及新日本石油精製的前身興亞石油後，開始成為工業城鎮，戰後，三井化學的前身三井石油化學工業取代了陸軍燃料廠，繼續維持了工業的發展。

### 年表
- 1889年4月1日：實施町村制，原和木村、瀨田村、關濱村、小瀨村被合併為小瀨川村。
- 1899年4月1日：小瀨川村被廢除，轄區被分割為小瀬村（原小瀬村，後被併入岩國市）及和木村（原和木村、瀨田村、關濱村）。
- 1973年4月1日：改制為和木町。

### 變遷表
| 1889年4月1日 | 1889年 - 1926年     | 1926年 - 1954年     | 1955年 - 1989年           | 1955年 - 1989年           | 1989年 - 現在             | 現在                      |
| ------------ | ------------------- | ------------------- | ------------------------- | ------------------------- | ------------------------- | ------------------------- |
| 小瀨川村     | 1899年4月1日 和木村 | 1899年4月1日 和木村 | 1899年4月1日 和木村       | 1973年4月1日 改制為和木町 | 1973年4月1日 改制為和木町 | 1973年4月1日 改制為和木町 |
| 小瀨川村     | 1899年4月1日 小瀨村 | 1899年4月1日 小瀨村 | 1955年4月1日 合併為岩國市 | 1955年4月1日 合併為岩國市 | 1955年4月1日 合併為岩國市 | 1955年4月1日 合併為岩國市 |

## 交通
由於山陽本線在轄區內僅有一公里的範圍，因此轄區內原本並沒有設置鐵路車站，直到和木町自行出資提出設置要求請願車站後，和木車站才在2008年3月15日開始營運。在此車站營運之前，居民主要依賴鄰近約1.5公里外的大竹車站或是岩國車站。

### 鐵路
- 西日本旅客鐵道
  - 山陽本線：和木車站

|  |

## 姊妹、友好都市

### 日本
- 惠庭市（北海道）
由於在1884年來自和木町的移民曾經前往惠庭開墾，因此兩地於1979年7月10日締結為姊妹都市。[1]

## 本地出身之名人
- 平岡祐太：演員

## 外部連結
- （日語） 和木町商工會